# Сесар Луис Меноти
Сесар Луис Меноти (шп. César Luis Menotti; Росарио, 22. октобар 1938 — Буенос Ајрес, 5. мај 2024) био је аргентински фудбалер и фудбалски тренер. 

## Биографија
Рођен је у граду Росарију, а највећи део играчке каријере провео је у Росарио сентралу. Наступао је и за Боку јуниорс.
Као тренер водио је, између осталих, Њуелс олд бојс из Росарија, Боку јуниорс, Ривер Плејт, Атлетико Мадрид, Барселону и Индепендиенте, а, поред сениорске био је и селектор аргентинске репрезентације до 20 година, као и Мексика. Меноти је био познат и као Ел Флако (Мршави), освојио је као селектор Аргентине Светско фудбалско првенство 1978. године. Водио је Аргентину и на Светском првенству 1982. у Шпанији.
Шпанска Марка наводи да је Меноти као тренер пропагирао идеју фудбала као уметничког израза, насупрот Билардизму који је спроводио аргентински тренер Карлос Билардо, а који је подразумевао употребљавање свих расположивих сегмената игре како би се остварила победа по сваку цену.
Последњих месец дана је провео у болници због анемије. Преминуо је 5. маја 2024. године.

## Успеси

### Играч
Бока јуниорс
- Првенство Аргентине (1) : 1965.

Сантос
- Првенство Бразила (1) : 1968.

### Тренер
Уракан
- Првенство Аргентине (1) : 1973.

Барселона
- Куп Шпаније (1) : 1982/83.
- Лига куп Шпаније (1) : 1983.
- Суперкуп Шпаније (1) : 1983.

Аргентина до 20
- Турнир Морис Ревело (1): 1975.
- Светско првенство до 20 (1) : 1979.

Аргентина
- Светско првенство (1) : 1978.

### Индивидуална признања
- 22. најбољи тренер свих времена : 2013.